# Tom de Mulder
Tom de Mulder (* 10. Mai 1993 in Gent) ist ein ehemaliger belgischer Squashspieler.

## Karriere
Tom de Mulder spielte von 2010 bis 2015 auf der PSA World Tour und erreichte seine höchste Platzierung in der Weltrangliste mit Rang 152 im Juni 2013. Mit der belgischen Nationalmannschaft nahm er von 2011 bis 2015 fünfmal in Folge an den Europameisterschaften teil. Im Einzel stand er 2011 im Hauptfeld der Europameisterschaft, in dem er in der ersten Runde gegen Nicolas Müller ausschied. 2012 wurde de Mulder belgischer Meister. Im Jahr darauf unterlag er im Finale Stefan Casteleyn, 2014 und 2015 scheiterte er jeweils im Halbfinale an Jan Van den Herrewegen.

## Erfolge
- Belgischer Meister: 2012